# 세계 하드 코트 선수권 대회

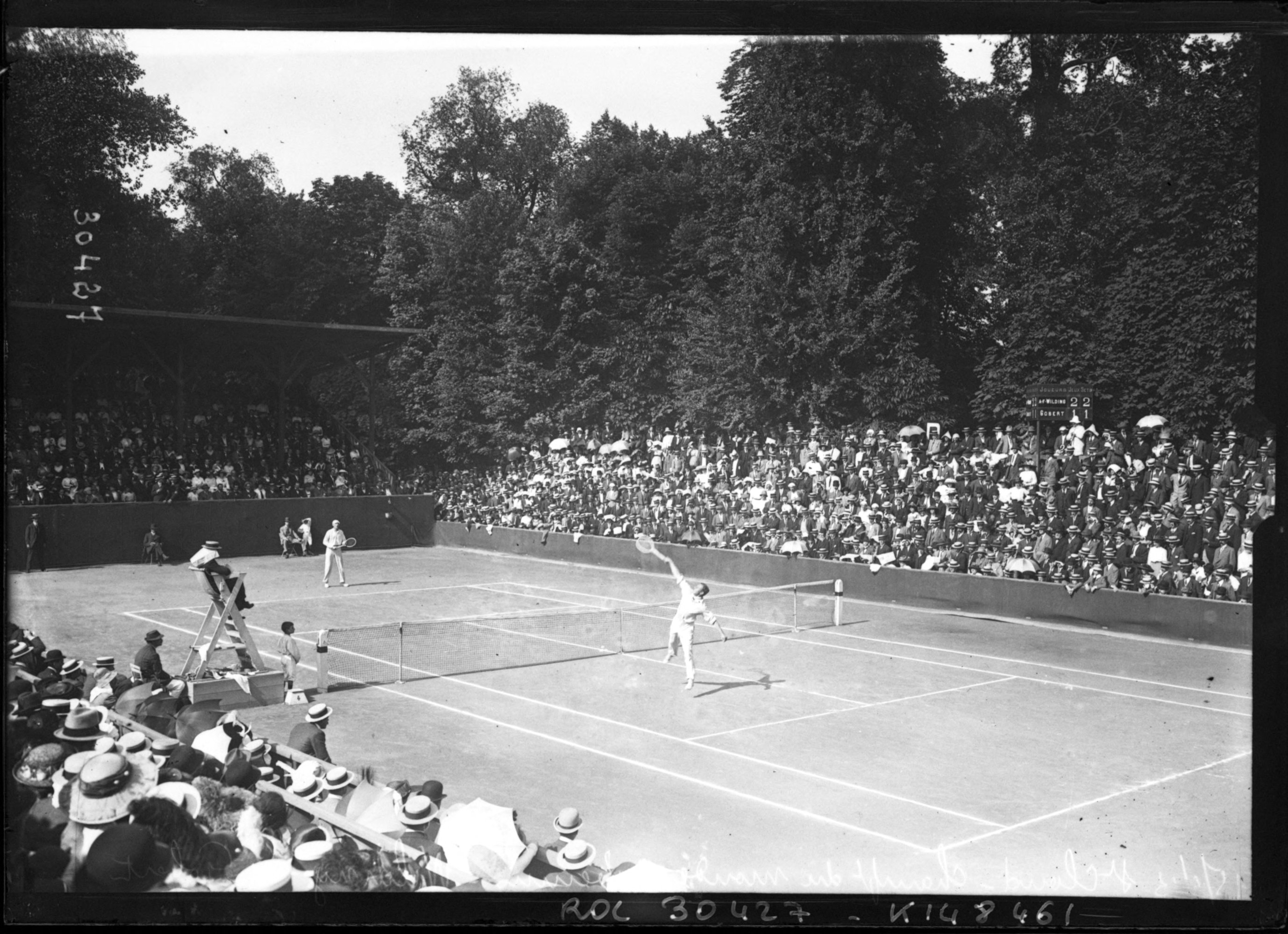

세계 하드 코트 선수권 대회는 테니스의 메이저 국제대회였다. 1912년부터 1923년까지 열렸으며, 1922년엔 개최되지 않았다.